# Trichonta languida
Trichonta languida är en tvåvingeart som beskrevs av Gagne 1981. Trichonta languida ingår i släktet Trichonta och familjen svampmyggor.
Artens utbredningsområde är New York. Inga underarter finns listade i Catalogue of Life.